# 国立病院機構豊橋医療センター
独立行政法人国立病院機構豊橋医療センター（どくりつぎょうせいほうじんこくりつびょういんきこうとよはしいりょうセンター）は、愛知県豊橋市にある医療機関。独立行政法人国立病院機構が運営する病院である。

## 概要
2005年（平成17年）、独立行政法人国立病院機構豊橋病院（旧国立豊橋病院）と独立行政法人国立病院機構豊橋東病院（旧国立療養所豊橋東病院）が統合し、現在の病院となる。政策医療分野におけるがん、循環器病、内分泌・代謝性疾患、重症心身障害の専門医療施設である。

## 沿革
- 1908年（明治41年） - 「豊橋衛戍病院」（後の独立行政法人国立病院機構豊橋病院）が創設される。以後「豊橋陸軍病院」と改称する。
- 1935年（昭和10年）12月 - 「豊橋市高山病院」（後の独立行政法人国立病院機構豊橋東病院）が創設される。
- 1945年（昭和20年）12月1日 - 豊橋陸軍病院は厚生省に移管され、「国立豊橋病院」となる。
- 1947年（昭和22年）4月1日 - 豊橋市高山病院は厚生省に移管され国立療養所大府荘（現・国立長寿医療研究センター）の分院となる。
- 1950年（昭和25年）4月 - 大府荘の分院から独立し「国立高山療養所」となる。
- 1957年（昭和32年）7月 - 国立豊橋病院は総合病院の認定を受ける。
- 1975年（昭和50年）7月 - 国立高山療養所は「国立療養所豊橋東病院」と改称する。
- 2004年（平成16年）4月1日 - 国立豊橋病院は「独立行政法人国立病院機構豊橋病院」に、国立療養所豊橋東病院は「独立行政法人国立病院機構豊橋東病院」にそれぞれ改組される。
- 2005年（平成17年）3月1日 - 独立行政法人国立病院機構豊橋病院と独立行政法人国立病院機構豊橋東病院が統合し「独立行政法人国立病院機構豊橋医療センター」となる。
- 2007年（平成19年）3月31日 - 災害拠点病院の指定を受ける。

## 診療科目
- 内科
- 精神科
- 神経内科
- 呼吸器科
- 消化器科
- 循環器科
- 小児科
- 外科
- 整形外科
- リウマチ科
- 脳神経外科
- 呼吸器外科
- 心臓血管外科
- 皮膚科
- 泌尿器科
- 産婦人科
- 眼科
- 耳鼻咽喉科
- リハビリテーション科
- 放射線科
- 歯科・口腔外科
- 麻酔科

## 交通アクセス
- JR東海道本線・飯田線・名鉄名古屋本線「豊橋駅」もしくは、豊橋鉄道東田本線（市内電車）「新川停留場」電停から豊鉄バス飯村岩崎線で「豊橋医療センター」バス停下車すぐ。
- 豊橋鉄道東田本線（市内電車）「赤岩口停留場」電停から豊鉄バス飯村岩崎線もしくはコミュニティバス「柿の里バス」で「豊橋医療センター」バス停下車すぐ。
- JR東海道本線「二川駅」からコミュニティバス「やまびこ号」で「豊橋医療センター」バス停下車すぐ。
- 鉄道駅からは離れている。最寄りの豊橋鉄道東田本線「運動公園前停留場」電停から徒歩で約30分程度。